# Spaanse legislatuur I
De Spaanse legislatuur I is in de Spaanse politiek de periode die begint op 23 maart 1979, als na de parlementsverkiezingen van 1979 de nieuwe samenstelling van de Cortes Generales geïnstalleerd wordt. De legislatuur eindigt op 17 november 1982, de dag voordat de volgende Cortes geïnstalleerd worden na de verkiezingen van 1982 en de IIe legislatuur begint. De legislatuurperiode begint met Adolfo Suárez als premier van Spanje, maar deze dient in februari 1981 zijn ontslag in na een mislukte coupepoging door hoge militairen, en wordt opgevolgd door Leopoldo Calvo-Sotelo. 